# Liste der Einträge im National Register of Historic Places im Wright County (Iowa)

Lage des Wright County in Iowa

Die Liste der Einträge im National Register of Historic Places im Wright County in Iowa führt die Bauwerke und historischen Stätten im Wright County auf, die in das National Register of Historic Places aufgenommen wurden.

## Aktuelle Einträge
| [ 2 ] | Name                                                             | Bild                                                             | Eintragsdatum        | Lage                                                                             | Ort                    | Beschreibung                                                                                                  |
| ----- | ---------------------------------------------------------------- | ---------------------------------------------------------------- | -------------------- | -------------------------------------------------------------------------------- | ---------------------- | --- |
| 1     | Boone River Bridge                                               | Boone River Bridge                                               | 1998 ID-Nr. 98000457 | Brücke der Buchanan Avenue über den Boone River 42° 51′ 25,7″ N, 93° 56′ 47,1″ W | nördlich von Goldfield | 1912 errichtete Fachwerkbrücke                                                                                |
| 2     | Burlington, Cedar Rapids & Northern Passenger Depot              | Burlington, Cedar Rapids & Northern Passenger Depot              | 1993 ID-Nr. 92001744 | 200 Railroad Street 42° 39′ 28″ N, 93° 29′ 59″ W                                 | Dows                   | 1896 im neuromanischen Stil errichtetes Bahnhofsgebäude; heute Museum                                         |
| 3     | Burlington, Cedar Rapids and Northern Railroad Passenger Station | Burlington, Cedar Rapids and Northern Railroad Passenger Station | 1988 ID-Nr. 88000926 | 302 South Main Street 42° 43′ 48″ N, 93° 43′ 59″ W                               | Clarion                | 1898 im neuromanischen Stil errichtetes Bahnhofsgebäude                                                       |
| 4     | Cornelia Lake Bridge                                             |                                                                  | 1998 ID-Nr. 98000455 | Brücke über einen Zufluss des Cornelia Lake 42° 47′ 33,6″ N, 93° 41′ 24,2″ W     | Clarion                | 1877 errichtete Fachwerkbrücke; 1986 an ihren heutigen Ort verbracht und für den Fußgängerverkehr freigegeben |
| 5     | Eagle Grove Public Library                                       | Eagle Grove Public Library                                       | 1977 ID-Nr. 77000569 | 401 West Broadway 42° 39′ 51″ N, 93° 54′ 24″ W                                   | Eagle Grove            | 1903 im Beaux-Arts-Stil errichtete öffentliche Bibliothek; heute Museum                                       |
| 6     | Fillmore Block                                                   | Fillmore Block                                                   | 1998 ID-Nr. 98001323 | Junction of Ellsworth and Garfield 42° 39′ 23″ N, 93° 29′ 59″ W                  | Dows                   | 1894 im neuromanischen Stil errichtetes Geschäftshaus                                                         |
| 7     | Goldfield Bridge                                                 | Goldfield Bridge                                                 | 1998 ID-Nr. 98000456 | Brücke der Oak Street über den Boone River 42° 44′ 14″ N, 93° 55′ 29″ W          | Goldfield              | 1921 errichtete Betonträgerbrücke                                                                             |
| 8     | Quasdorf Blacksmith and Wagon Shop                               | Quasdorf Blacksmith and Wagon Shop                               | 1994 ID-Nr. 93001545 | Train Street Ecke West Railroad Street 42° 39′ 25″ N, 93° 29′ 57″ W              | Dows                   | 1899 im neuromanischen Stil errichtete Schmiede und Wagnerwerkstatt; heute Museum                             |
| 9     | Wright County Courthouse                                         | Wright County Courthouse                                         | 1981 ID-Nr. 81000277 | Central Avenue 42° 43′ 56″ N, 93° 43′ 55″ W                                      | Clarion                | 1891–1892 errichtetes Justiz- und Verwaltungsgebäude des Wright County                                        |

## Frühere Einträge
| [ 2 ] | Name              | Bild | Eintragsdatum        | Lage                                              | Ort  | Beschreibung                     |
| ----- | ----------------- | ---- | -------------------- | ------------------------------------------------- | ---- | -------------------------------- |
| 1     | Exchange Building |      | 1982 ID-Nr. 82002649 | Ellsworth Street 42° 17′ 56,9″ N, 92° 53′ 34,2″ W | Dows | 1987 aus dem Register gestrichen |